# Villeret (Belgique)
Pour les articles homonymes, voir Villeret.
Villeret est un hameau de la commune belge de Jemeppe-sur-Sambre située en Région wallonne dans la province de Namur. Il fait partie de la section de Saint-Martin et se trouve au bord de la Ligne, un ruisseau qui se jette dans l’Orneau.

## Curiosités
- Le donjon de Villeret, une ancienne tour fortifiée du XIIIe siècle.

- La ferme de Basse-Villeret date du XVIe siècle. Les bâtiments actuels sont du XIXe siècle.